# ETERNITY (斉藤由貴のアルバム)
『ETERNITY』（エタニティ）は、斉藤由貴通算13枚目のスタジオ・アルバム。2015年3月11日に発売された。発売元はヤマハミュージックコミュニケーションズ。規格品番はYCCW-10258。　

## 解説
1985年2月21日にシングル・レコード「卒業」（7A0464）を発売以来、歌手デビュー30周年を迎えた記念の企画オリジナル・アルバム。8曲の外国曲のカバー、2曲の新曲が収録されている。ヤマハミュージックコミュニケーションズ移籍第一弾。
一連の30周年記念については、斉藤のデビュー当時のマネージャーであった市村朝一が発起人。ディレクターは同じくデビュー当時から携わってきた長岡和弘が務めている。
作家には谷山浩子・武部聡志を迎えて制作された。
CDクレジットには他にも斉藤のレコーディングに長年にわたり関わってきた旧知の人名が名を連ねている。
カバー曲の個々の選曲理由については、添付のブックレット記載の他、コンサートでのMC・インタビュー等にて本人より発表された。
3月11日の発売に合わせ、東京日比谷のシアタークリエにて3月13日より3月15日までの3日間4公演で「斉藤由貴30TH ANNIVERSARY CONCERT」が開催された。
『ETERNITY Limited Edition』（初回生産限定BOX）も同時発売された。

## 収録曲
1. Top Of The World
  - 作詞・作曲:Richard Carpenter,John Bettis,編曲:立川智也
2. Tea For Two
  - 作詞:Irving Caesar,作曲:Vincent Youmans,編曲:立川智也
3. Cheek To Cheek
  - 作詞・作曲:Irving Berlin、編曲:大山泰輝
4. Lovin' You
  - 作詞・作曲:Minnie Riperton,Richard J Rudolph,編曲:立川智也
5. Blue Moon
  - 作詞:Lorenz Hart,作曲:Richard Rodgers,編曲:立川智也
6. Stardust
  - 作詞:Mitchell Parish,作曲:Hoagy Carmichael,編曲:竹中俊二
7. When I Fall In Love
  - 作詞:Edward Heyman,作曲:Victor Popular Young,編曲:立川智也
8. Across The Universe
  - 作詞・作曲:John Lennon / Paul McCartney,編曲:立川智也
9. 窓あかり
  - 作詞:谷山浩子,作曲・編曲:武部聡志
10. 永遠
  - 作詞:斉藤由貴,作曲・編曲:武部聡志